# Frank Lautenberg
Frank Raleigh Lautenberg (ur. 23 stycznia 1924 w Paterson, zm. 3 czerwca 2013 w Nowym Jorku) – amerykański polityk żydowskiego pochodzenia, działacz Partii Demokratycznej ze stanu New Jersey. Dwukrotnie piastował mandat senatora Stanów Zjednoczonych (1983–2001, oraz ponownie od 2003 do śmierci). Jedynym polityk amerykański, który dwukrotnie był zarówno młodszym, jak i starszym senatorem.
Frank Lautenberg uważany był za jednego z najbardziej lewicowych (czyli, wedle terminologii amerykańskiej, liberalnych) członków izby wyższej Kongresu.

## Przed rozpoczęciem kariery politycznej
Urodził się w Paterson, stan New Jersey, jako syn ubogich żydowskich emigrantów z Polski i Rosji. Po ukończeniu szkoły średniej był żołnierzem US Army i brał udział w walkach II wojny światowej.
W roku 1949 ukończył studia ekonomiczne na Columbia University. Był jednym ze współzałożycieli Automatic Data Processing, Inc., która jest jedną z największych spółek komputerowych na świecie. Lautenberg był jej prezesem.
W latach 1978–1982 był też komisarzem Port Authority of New York and New Jersey.

## Pierwszy raz w Senacie
W roku 1982 zdobył nominację Partii Demokratycznej jako jej kandydat na senatora. Zajmujący przedtem to stanowisko inny demokrata, Harrison A. Williams, musiał ustąpić ze stanowiska na skutek zamieszania w aferę Abscam.
Lautenberg wygrał wybory, pokonując republikańską kandydatkę, popularną członkinię Izby Reprezentantów Millicent Fenwick stosunkiem 51 do 48%. Zasiadający na stanowisku senatora, mianowany tymczasowo przez gubernatora republikanin Nicholas Frederick Brady i przyszły sekretarz skarbu nie ubiegał się o własny wybór. Brady zrezygnował w grudniu 1982, co pozwoliło na zaprzysiężenie Lautenberga nieco wcześniej, niż zazwyczaj to ma miejsce. Wybierano go ponownie w latach 1988 oraz 1994.
W czasie swej pierwszej kadencji w Senacie Lautenberg był m.in. członkiem prezydenckiej komisji. ds. terroryzmu i bezpieczeństwa lotniczego (ang. President's Commission on Aviation Security and Terrorism (PCAST).
W 1989 r., po przemówieniach Borisa Perczatkina w Kongresie USA, senator Frank Lautenberg przedstawił projekt ustawy, który później nazwano „poprawką Lautenberga”. Ustawa ta została zaproponowana w celu ułatwienia imigracji wielu uchodźców do Stanów Zjednoczonych. Poprawka Lautenberga została podpisana przez prezydenta Busha w listopadzie 1989 r. Ustawa ta zmieniła podejście służb imigracyjnych do niektórych kategorii uchodźców, w szczególności do osób prześladowanych ze względu na przekonania religijne, polityczne lub przynależność etniczną. Ustawa pomogła w imigracji do Stanów Zjednoczonych około 1 miliona osób z krajów byłego Związku Radzieckiego.
Zdecydował się nie ubiegać o kolejną kadencję w 2000 roku i inny demokrata, Jon Corzine, został wybrany na jego miejsce.

## Powrót do Senatu

### Wybory w 2002
Niespodziewanie okazja do powrotu do Senatu nadarzyła się w wyborczym roku 2003, kiedy senator demokrata Robert Torricelli wycofał się z wyścigu o reelekcję z powodu ciążących na nim zarzutów korupcyjnych. Kiedy inny były senator Bill Bradley zdecydował się nie zgłaszać swej kandydatury na scenę polityczną powrócił Lautenberg. Pokonał on republikanina Douga Forrestera stosunkiem 54% do 44% głosów, czyli 10 punktów procentowych. Warto zwrócić uwagę iż w tym samym roku Minnesocie inny demokratyczny weteran, były senator, wiceprezydent i kandydat na prezydenta Walter Mondale przegrał minimalnie w swej walce o powrót do Senatu.
Oznajmił, iż będzie się ubiegał o ponowny wybór w roku 2008 i nazwał swoją decyzję o wycofaniu się z wyborów w 2001 jako "jedną z najgorszych w swoim życiu".
Jako pierwszy wpływowy senator demokratyczny publicznie skrytykował swego kolegę z Connecticut, Joe Liebermana, za chęć ubiegania się o ponowny wybór w 2006 mimi przegranej w demokratycznych prawyborach z Nedem Lamontem.

### Pozycje polityczne
- Stanowczo popierał prawo kobiet do przerywania ciąży
- Opowiadał się za chronieniem mniejszości seksualnych na podstawia ustaw o prawach obywatelskich
- Opowiadał się przeciwko uchwaleniu poprawki do konstytucji, zakazującej niszczenia flagi USA
- Opowiadał się za zwiększeniem wydatków na walkę z AIDS
- Stanowczo opowiadał się przeciwko prywatyzacji systemu ubezpieczeń społecznych
- APHA dała mu 100% w swoim rankingu ws. popierania spraw opieki zdrowotnej w Senacie
- ARA dała mu 90% w swoim rankingu ws. popierania spraw starszych obywateli w Senacie
- Sprzeciwiał się instytucji kary śmierci
- Popierał ustawodawstwa ograniczające dostęp do broni palnej
- Krytykował wojnę w Iraku

## Wyniki wyborów do Senatu
- 2002
  - Frank Lautenberg (D), 54%
  - Doug Forrester (R), 44%
- 1994
  - Frank Lautenberg (D) 50%
  - Chuck Haytaian (R), 47%
- 1988
  - Frank Lautenberg (D), 54%
  - Pete Dawkins (R), 46%
- 1982

Frank Lautenberg (D), 51%
Millicent Fenwick (R), 48%

## Rodzina
Miał trzy córki: Ellen, Nan i Lisę oraz syna Joshuę.

## Odznaczenia
- Prezydencki Medal Wolności (2024, pośmiertnie)[4]

## Źródła
- О.П. Островская: Судьбы участников эмиграционного движения пятидесятников на дальнем востоке в 1970-1980-х гг.. Wyd. Владивосток – точка возвращения: прошлое и настоящее русской эмиграции. Материалы Второй международной научной конференции. Chabarowsk: Дальневосточный юридический институт Министерства внутренних дел Российской Федерации, 2017-10-23. ISBN 978-5-9753-0229-8. (ros.).
- В.О. Гура. Історія та есхатологічні мотиви релігійної еміграції пізніх протестантів із СРСР 1987–2017 рр.. „Гілея: науковий вісник”, s. 171–175, 2018. Redaktor naczelny: Andruszczenko Wiktor Pietrowicz: Doktor filozofii, profesor, członek zwyczajny (akademik) Akademii Nauk Pedagogicznych Ukrainy, członek korespondent Narodowej Akademii Nauk Ukrainy. Kijów. ISSN 2076-1554. (ukr.).